# Ignacio Iquino
Ignacio Farrés Iquino (né le 25 octobre 1910 à Valls, dans la province de Tarragone, Catalogne, Espagne - mort le 29 avril 1994 à Barcelone) est un réalisateur, scénariste et producteur espagnol. Il a parfois travaillé sous des pseudonymes comme : Steve MacCohy, Steve McCoy, Prada-Iquino ou John Wood. Il a réalisé quelques westerns de seconde zone et beaucoup de comédies érotiques.

## Biographie
Au début de sa carrière, Ignacio Iquino est dans la photographie. C'est en 1933 qu'il réalise un documentaire Toledo y el Greco.
Il a travaillé dans plus de cent films, et est surtout connu pour ses westerns paella (équivalent espagnol des westerns spaghetti).

## Filmographie sélective

### Réalisateur
- 1936 : Al margen de la ley (es) ou El Crimen del expreso de Andalucía
- 1936 : Diego Corrientes (es)
- 1938 : Paquete, el fotógrafo público número uno (es)
- 1941 : Alma de Dios (es)
- 1942 : Pauvre riche (es) (El pobre rico)
- 1942 : Los ladrones somos gente honrada (es)
- 1944 : Una sombra en la ventana (es)
- 1948 : El tambor del Bruch (es)
- 1950 : Les Tueurs de Madrid (es) (Brigada criminal)
- 1950 : La familia Vila (en)
- 1952 : Le Judas d'Esparraguera (El Judas)
- 1952 : El sistema Pelegrín (es)
- 1953 : L'Enfant et son étoile (El golfo que vio una estrella)
- 1953 : Le Feu dans le sang (es) (Fuego en la sangre)
- 1955 : L'Amour, la Fille et les Bandits (en) (Camino cortado)
- 1957 : Quiéreme con música (de)
- 1961 : Les Insatisfaits (Juventud a la intemperie)
- 1964 : La sfida degli implacabili (it) (Oeste Nevada Joe)
- 1967 : Ringo le hors-la-loi (Cinco pistolas de Texas)
- 1970 : Le Clan des gangsters (La banda de los tres crisantemos)
- 1971 : Plaza de armas
- 1971 : Quatre Salopards pour Garringo (Un colt por cuatro cirios) (sous le nom de « Steve McCohy »)
- 1972 : Allez les vertes (es) (La liga no es cosa de hombres)
- 1972 : Mon cheval, mon colt, ta veuve (Tu fosa será la exacta... amigo)
- 1972 : Fabuleux Trinita (Los fabulosos de Trinidad) (sous le pseudo de Steve MacCohy)
- 1973 : Aborto criminal (ca)
- 1973 : Busco tonta para fin de semana (es)
- 1977 : Las marginadas (es)
- 1981 : Dos pillos y pico (es)
- 1981 : Où sont les hommes ? (es) (La caliente niña Julietta)
- 1984 : Yo amo la danza (sous le nom de « Steve McCoy »)
- 1984 : Hombres que rugen
- 1985 : Alfred Hitchcock présente (série télévisée 1985)  (sous le pseudo John Wood)

### Scénariste
- 1938 : Paquete, el fotógrafo público número uno
- 1943 : Turbante blanco
- 1954 : Les Dévoyés (Los gamberros)
- 1966 : Pas d'orchidée pour le shérif (Un dólar de fuego) réalisé par Nick Nostro
- 1966 : Attaque à Rivière-Rouge (Río Maldito) réalisé par Juan Xiol
- 1967 : El Terrible de Chicago
- 1967 : Ringo le hors-la-loi (Cinco pistolas de Texas) (sous le pseudo de Mikky Roberts) co-réalisé avec Juan Xiol
- 1969 : El Puro, la rançon est pour toi (La taglia è tua... l'uomo l'ammazzo io) réalisé par Edoardo Mulargia
- 1970 : Vingt Pas vers la mort ou Saranda (Veinte pasos para la muerte) réalisé par Manuel Esteba et Antonio Mollica
- 1970 : Ni Sabata, ni Trinità, moi c'est Sartana ou Sartana, la diligence de la mort (La diligencia de los condenados) réalisé par Juan Bosch Palau
- 1971 : Creuse ta tombe Garringo, Sabata revient ou Sur la tombe de Sabata (Abre tu fosa, amigo, llega Sábata...) (sous le pseudo de Steve McCoy) réalisé par Juan Bosch Palau
- 1971 : Aquel maldito día (sous le pseudo de Steve McCoy)
- 1971 : Un colt por cuatro cirios (sous le pseudo de Steve McCohy)
- 1972 : La liga no es cosa de hombres
- 1972 : Fabuleux Trinita (Los fabulosos de Trinidad)
- 1973 : Ninguno de los tres se llamaba Trinidad
- 1973 : Aborto criminal
- 1977 : Las marginadas
- 1977 : Fraude matrimonial (sous le pseudo de Steve McCoy)
- 1984 : Yo amo la danza
- 1984 : Hombres que rugen

### Producteur
- 1950 : Brigada criminal
- 1954 : Les Dévoyés (Los gamberros)
- 1954 : Une balle suffit (La canción del penal) réalisé par Jean Sacha
- 1956 : La pecadora
- 1959 : Rue de la peur (Los cobardes)
- 1963 : Los farsantes
- 1967 : Cinco pistolas de Texas
- 1970 : La diligencia de los condenados
- 1971 : Abre tu fosa, amigo, llega Sábata
- 1971 : Un colt por cuatro cirios
- 1973 : Ninguno de los tres se llamaba Trinidad
- 1973 : Busco tonta para fin de semana
- 1977 : La máscara
- 1978 : Emanuelle y Carol
- 1978 : Las que empiezan a los quince años
- 1979 : La basura está en el ático
- 1981 : Un millón por tu historia

### Chef opérateur
- 1948 : Canción mortal
- 1966 : 07 con el 2 delante
- 1978 : Emanuelle y Carol
- 1978 : Las que empiezan a los quince años
- 1979 : ¿Podrías con cinco chicas a la vez?
- 1979 : La basura está en el ático
- 1981 : Los sueños húmedos de Patrizia
- 1981 : Dos pillos y pico
- 1981 : La caliente niña Julieta
- 1981 : Un millón por tu historia
- 1981 : La desnuda chica del relax
- 1982 : Inclinación sexual al desnudo
- 1982 : Jóvenes amiguitas buscan placer
- 1982 : Esas chicas tan pu...
- 1984 : Yo amo la danza
- 1984 : Hombres que rugen